# マチカネイワシミズ
マチカネイワシミズ（Machikane Iwashimizu、1983年5月20日 - 不明）は、日本の競走馬、種牡馬。1986年の1年間のみ競走馬として5戦に出走、3勝のほか阪神大賞典2着の成績を残し引退。その後は種牡馬入りし、種付け料が無料であったことで知られた。
馬名の由来は、冠名＋石清水八幡宮より。全兄に1977年の皐月賞馬ハードバージがいる。

## 競走馬時代
デビュー戦として予定されていた3歳12月の新馬戦は右肩跛行で発走除外となり、4歳の4月にようやく初戦を迎えた。京都の未勝利戦、露草賞（400万下）と連勝。ソエが発症したためにその後は休養し、復帰戦となった10月の900万下条件戦で勝利、3戦無敗で菊花賞に挑んだ。デビュー以来の主戦だった田原成貴から清水英次に乗り替わったこともあり12番人気という評価だったが、重賞初挑戦でメジロデュレンの7着に食い込んだ。続く阪神大賞典では、1番人気に推されるが、メジロボアールにアタマ差2着と惜敗する。古馬となっての飛躍が期待されたが、骨膜炎を発症。再起を目指したが、結果として、この5戦のみで引退した。

## 引退後
引退後は、ハードバージの全弟という血統もあり1989年から浦河町の浦河スタリオンで種牡馬入りすることになった。初年度の種付け料は20万円に設定される予定であったが、馬産地の反応が芳しくなかったため、馬主の知人であった白井透の提案によって種付け料を無料にし、繁殖牝馬を集めることとなった。この戦略によりマチカネイワシミズは1年目に28頭、2年目に13頭の種付けを行う。初年度の産駒は13頭が出走し、中央競馬での2頭を含め、11頭が勝利を挙げた。しかし、目立った活躍馬を出せず、1995年に用途変更となった。その後は当て馬として十勝に向かったが、動向は不明。
なお、競走馬生産/育成シミュレーションゲーム『ダービースタリオンⅢ』にも種付料無料種牡馬として本馬が登場している。本馬がゲームに登場した経緯は、製作者の薗部博之が、『競馬四季報』の広告で本馬の存在を知ったことがきっかけ。重賞勝ちもなく、種牡馬実績も目立ったところのなかった本馬の知名度が上がったのは『ダビスタ』に登場した影響が大きいと言われている。

## 血統表
| マチカネイワシミズの血統         | マチカネイワシミズの血統                                               | マチカネイワシミズの血統                                               | （血統表の出典）                                                       | （血統表の出典） |
| 父系                             | プリンスリーギフト系                                                   | プリンスリーギフト系                                                   | プリンスリーギフト系                                                   | [ § 2 ]          |
| 父 *ファバージ Faberge 1961 鹿毛 | 父の父Princely Gift 1951 鹿毛                                          | Nasrullah                                                              | Nearco                                                                 | Nearco           |
| 父 *ファバージ Faberge 1961 鹿毛 | 父の父Princely Gift 1951 鹿毛                                          | Nasrullah                                                              | Mumtaz Begum                                                           |                  |
| 父 *ファバージ Faberge 1961 鹿毛 | 父の父Princely Gift 1951 鹿毛                                          | Blue Gem                                                               | Blue Peter                                                             | Blue Peter       |
| 父 *ファバージ Faberge 1961 鹿毛 | 父の父Princely Gift 1951 鹿毛                                          | Blue Gem                                                               | Sparkle                                                                |                  |
| 父 *ファバージ Faberge 1961 鹿毛 | 父の母Spring Offensive 1943 鹿毛                                       | Legend of France                                                       | Dark Legend                                                            | Dark Legend      |
| 父 *ファバージ Faberge 1961 鹿毛 | 父の母Spring Offensive 1943 鹿毛                                       | Legend of France                                                       | Francille                                                              |                  |
| 父 *ファバージ Faberge 1961 鹿毛 | 父の母Spring Offensive 1943 鹿毛                                       | Batika                                                                 | Blenheim                                                               | Blenheim         |
| 父 *ファバージ Faberge 1961 鹿毛 | 父の母Spring Offensive 1943 鹿毛                                       | Batika                                                                 | Brise Bise                                                             |                  |
| 母 ロッチ 1969 栗毛              | 母の父*ダイハード Die Hard 1957 栃栗毛                                 | Never Say Die                                                          | Nasrullah                                                              | Nasrullah        |
| 母 ロッチ 1969 栗毛              | 母の父*ダイハード Die Hard 1957 栃栗毛                                 | Never Say Die                                                          | Singing Grass                                                          |                  |
| 母 ロッチ 1969 栗毛              | 母の父*ダイハード Die Hard 1957 栃栗毛                                 | Mixed Blessing                                                         | Brumeux                                                                | Brumeux          |
| 母 ロッチ 1969 栗毛              | 母の父*ダイハード Die Hard 1957 栃栗毛                                 | Mixed Blessing                                                         | Pot-Pourri                                                             |                  |
| 母 ロッチ 1969 栗毛              | 母の母スターロツチ 1957 鹿毛                                           | *ハロウェー Harroway                                                   | Fairway                                                                | Fairway          |
| 母 ロッチ 1969 栗毛              | 母の母スターロツチ 1957 鹿毛                                           | *ハロウェー Harroway                                                   | Rosy Legend                                                            |                  |
| 母 ロッチ 1969 栗毛              | 母の母スターロツチ 1957 鹿毛                                           | コロナ                                                                 | 月友                                                                   | 月友             |
| 母 ロッチ 1969 栗毛              | 母の母スターロツチ 1957 鹿毛                                           | コロナ                                                                 | 秀節                                                                   |                  |
| 母系(F-No.)                      | クレイグダーロツチ系(FN:11-c)                                          | クレイグダーロツチ系(FN:11-c)                                          | クレイグダーロツチ系(FN:11-c)                                          | [ § 3 ]          |
| 5代内の近親交配                  | Nasrullah3×4=18.75% Pharos (Fairway) 5.5×4=12.50% Dark Legend4×5=9.38% | Nasrullah3×4=18.75% Pharos (Fairway) 5.5×4=12.50% Dark Legend4×5=9.38% | Nasrullah3×4=18.75% Pharos (Fairway) 5.5×4=12.50% Dark Legend4×5=9.38% | [ § 4 ]          |
| 出典                             | 1. 2. 3. 4.                                                            | 1. 2. 3. 4.                                                            | 1. 2. 3. 4.                                                            | 1. 2. 3. 4.      |